# Hymenochaonia texana
Hymenochaonia texana är en stekelart som först beskrevs av Muesebeck 1932.  Hymenochaonia texana ingår i släktet Hymenochaonia och familjen bracksteklar. Inga underarter finns listade i Catalogue of Life.